# Alistair Cameron Crombie
 Alistair Cameron Crombie  (Brisbane, Austràlia, 4 de novembre de 1915 - Oxford, Anglaterra, 9 de febrer de 1996) historiador de la ciència.
Llicenciat en zoologia a la Universitat de Melbourne, va continuar els seus estudis a la Universitat de Cambridge, on va realitzar la seva tesi doctoral i els seus estudis postdoctorals en dinàmica de poblacions.
Durant la seva estada a Cambridge, Crombie va estudiar filosofia amb C. D. Broad, i va començar a treballar en la filosofia i la història de la ciència. Des de llavors va contribuir amb nombroses publicacions a aquestes disciplines i va formar a no pocs deixebles.
L'obra mestra de Crombie va ser el seu llibre, en tres volums,  Styles of Scientific Thinking in the European Tradition: The History of Argument and Explanation Especially in the Mathematical and Biomedical Sciences and Arts  publicada el 1994. Crombie va ser el fundador i president de la  British Society for the History of Science  i va contribuir a la fundació de diverses revistes en els camps de la història i la filosofia de les ciències.

## Obres en espanyol
- Crombie, A. C.. Història de la ciència: de Sant Agustí a Galileu.  Alianza Editorial, 2000. ISBN 978-84-206-2994-0.
- Crombie, A. C.. Estils de pensament científic al començament de l'Europa moderna.  Seminari d'Estudis sobre la Ciència, 1.993. ISBN 978-84-600-8710-6.

## Altres llibres no traduïts al català
- Robert Grossteste and the Origins of Experimental Science, 1100-1700.  Oxford: Clarendon Press, 1953. ISBN 0-19-824189-5.
- Science, Optics and Music in Medieval and Early Modern Thought.  Londres: Hambledon, 1990. ISBN 0-907628-79-6.
- Styles of Scientific Thinking in the European Tradition: The History of Argument and Explanation Especially in the Mathematical and Biomedical Sciences and Arts.  Londres: Gerald Duckworth & Company, 1995. ISBN 0-7156-2439-3.